# Augusta (Olaszország)
Augusta (szicíliaiul Austa, vagy Usta) város Szicíliában, Olaszországban, Siracusa megyében. Fontos kikötőváros, leginkább a közeli olajfinomítók miatt.

## Fekvése
Szicília keleti partján fekszik. 
A vele szomszédos községek: Carlentini és Melilli.

## Népesség
A település népessége az elmúlt években az alábbi módon változott:
| Lakosok száma | 36 305 | 35 854 | 34 658 |
|               | 2015   | 2018   | 2023   |

## Történelme
A várost II. Frigyes császár alapította. 
Fontos látnivalója a Castello Svevo („sváb vár”), a császár építménye. Itt található a fontos ókori görög lelőhely, a Megara Hyblaea. 1693-ban földrengés pusztított Augustában.
Partjai előtt zajlott 1676. április 22-én az augustai tengeri csata a francia és az egyesült holland–spanyol flotta között, ennek során esett el de Ruyter tengernagy, Hollandia nemzeti hőse.
A második világháború alatt a Montgomery tábornok vezette 8. szövetséges hadsereg szállta meg, 1943. július 13-án.